# فرناندو فلوريس
فرناندو فلوريس (بالإسبانية: Fernando Flores Labra)‏ (و. 1943  م) هو سياسي، وفيلسوف، واقتصادي من تشيلي، ولد في تالكا.

## مناصب
تولى منصب عضو مجلس الشيوخ من شيلي (11 مارس 2002–11 مارس 2010)
- وزير المالية - تشيلي (29 ديسمبر 1972–9 أغسطس 1973).

## التعليم
تعلم في الجامعة البابوية الكاثوليكية في تشيلي.